# 5931 Zhvanetskij
Az 5931 Zhvanetskij (ideiglenes jelöléssel 1976 GK3) a Naprendszer kisbolygóövében található aszteroida. Nyikolaj Sztyepanovics Csernih fedezte fel 1976. április 1-én.